# Graham Sykes
Graham Sykes (Southport, 18 dicembre 1936 – 26 novembre 2008) è stato un nuotatore britannico.
Ha partecipato ai Giochi di Melbourne 1956 e di Roma 1960, gareggiando nei 100m dorso. Nel torneo di Roma fu selezionato e gareggiò anche nella Staffetta 4x100m mista.
Ai Giochi del Commonwealth del 1950 ha vinto 1 bronzo nella Staffetta 4×110yard mista, mentre a quelli del 1962, ha vinto 1 oro nei 110yard dorso ed 1 argento nella Staffetta 4×110 yard mista, entrambe le volte gareggiando per l'Inghilterra.